# Lavajatus
Lavajatus é um gênero de caracol cavernícola que foi encontrado em cavernas do Ceará, no Brasil.  Trata-se de um gênero monotípico pertencente à família Achatinidae. A única espécie é Lavajatus moroi.
A espécie pode ser encontrada no Brasil.